# Les Binks
 Der er for få eller ingen kildehenvisninger i denne artikel, hvilket er et problem. Du kan hjælpe ved at angive troværdige kilder til de påstande, som fremføres i artiklen.

James Leslie Binks, bedre kendt som Les Binks (født 5. april 1948 i Portadown, Nordirland, død 15. marts 2025
) var en nordirsk heavy metal-trommeslager. Han er bedst kendt som trommeslager for Judas Priest.

## Før Judas Priest
Efter at have været trommeslager for Eric Burdon, var Binks trommeslager på Roger Glover-albummet Butterfly Ball And The Grasshopper's Feast fra 1974, som også havde navne som David Coverdale, Glenn Hughes og Ronnie James Dio på vokal. Albummet begyndte som et soundtrack til en tegnefilm baseret på en berømt bog i England. Glover brugte forskellige sangere til de forskellige figurer, men reklamemateriale for filmen vækkede aldrig nogen interesse, så projektet blev skrottet. Glover udgav dog soundtracket som en "Roger Glover and Friends"-titel. Sanger Eddie Hardin co-forfattede tre af albummets sange med Roger Glover og udgav derefter sine egne forfattede og producerede projekter, hvoraf det første var Eddie Hardin's Wizard's Convention fra 1976, som igen havde Les Binks på trommer og David Coverdale som vokal på et nummer. Deep Purple's Jon Lord var også på albummet på piano. Både Butterfly Ball og Wizard's Convention var blevet samlet og genudgivet flere gange som en combo-cd. Gennem forbindelsen til Roger Glover hørte Judas Priest om Binks, og hyrede ham til deres verdensturné i 1977 – deres første på amerikansk jord. Han spillede også for det engelske band Fancy. som havde to hits i 1974 med en coverversion af Wild Thing og Touch Me.

## Judas Priest
Binks blev hos Judas Priest i to år fra marts 1977 til juli 1979, og indspillede to studiealbum og en live-lp. Selvom Binks betragtedes som favorit af Judas Priests hardcore fans, følte medlemmerne da de kom ind i 1980'erne, at der var ved at ske en ændring i det musikalske landskab, og at Binks ville være for teknisk til den pumpende metal som Judas Priest planlagde at udgive i det nye årti. Interessant nok ville Judas Priest ved slutningen af 1980'erne igen hyre en teknisk trommeslager, som kunne gengive meget af Binks' spillestil (Scott Travis), specielt den dobbelte bastromme, hvilket resulterede i at mange sange fra Binks-æraen igen blev spillet til deres livekoncerter.
Binks er medforfatter til sangen "Beyond the Realms of Death" på Stained Class-albummet. Ifølge bandets memoirer tog han en af guitarerne op, vendte den rundt (fordi han var venstrehåndet) og spillede den første akkord til det som skulle blive det centrale guitarriff i sangen. Af samme grund er guitarlyden på sangen tydeligt anderledes end Downing og Tiptons kompositioner, og har i stedet en blødere følelse af "middelalderlig ballade".

## Efter Judas Priest
Binks forblev aktiv i den britiske hård rock/heavy metal-undergrund. I 1981 var han medlem af Lionheart, som havde Dennis Stratton (eks-Iron Maiden) på guitar og Jess Cox (eks-Tygers Of Pan Tang) som vokalist. Det var dog kun et kortvarigt samarbejde, og de udgav ikke nogle album, selvom de dog åbnede for Def Leppard på disses britiske turné i 1981. Senest spillede Binks i et coverband af klassisk rock i det sydlige London kaldet The Shakers med guitaristen Dave Bunce og eks-Alice Cooper guitaristen Pete Friesen samt vokalist/guitarist Tom Lundy fra The Poormouth og bassist Phil Rynhart stiftende medlem af the Poormouth. Binks og Pete Friesen har også arbejdet sammen i Metalworks sammen med eks-Iron Maiden guitaristen Tony Parsons, hvor de har spillet coverversion af sange af Judas Priest, Iron Maiden og lignende bands. Binks sidste projekt var med en irsk Country/Folk/Pop trio kaldet the Faintin' Goats såvel som turnéer med Lionheart i 1981 og Tytan (1982-1983).